# Brodeja
Brodeja (lat. Brodiaea), biljni rod trajnica u porodici šparogovki (Asparagaceae) i redu šparogolike (Asparagales), dio je potporodice Brodiaeoideae. 
Pripada mu 18 ili 19 vrsta u pacifičkom zaleđu Sjeverne Amerike, od Meksika do Britanske Kolumbije.. Ovaj rod nazvan je po škotskom hortikulturistu Jamesu Brodieju.

## Vrste
1. Brodiaea appendiculata Hoover
2. Brodiaea californica Lindl. ex Lem.
3. Brodiaea coronaria (Salisb.) Engl.
4. Brodiaea elegans Hoover
5. Brodiaea filifolia S.Watson
6. Brodiaea insignis (Jeps.) Niehaus
7. Brodiaea jolonensis Eastw.
8. Brodiaea kinkiensis Niehaus
9. Brodiaea matsonii R.E.Preston
10. Brodiaea minor (Benth.) S.Watson
11. Brodiaea nana Hoover
12. Brodiaea orcuttii (Greene) Baker
13. Brodiaea pallida Hoover
14. Brodiaea purdyi Eastw.
15. Brodiaea rosea (Greene) Baker
16. Brodiaea santarosae T.J.Chester, W.P.Armstr. & Madore
17. Brodiaea sierrae R.E.Preston
18. Brodiaea stellaris S.Watson
19. Brodiaea terrestris Kellogg